# Fernand Lasne
Fernand Lasne, né le 8 novembre 1894 à La Ferté-Saint-Aubin (Loiret) et mort le 26 octobre 1984 dans la même ville, était un aviateur français, pilote de guerre durant la Première Guerre mondiale, pilote de records dans l'Entre-deux-guerres et pilote d'essai après la Seconde Guerre mondiale. 

## Biographie
Né à La Ferté-Saint-Aubin le 8 novembre 1894, Fernand Lasne se révèle très tôt doué pour la mécanique. En 1910, il fabrique de toutes pièces une bicyclette à hélice. Sportif, il participe à de nombreux concours de gymnastique avec les Cadets de Sologne.

### Première Guerre mondiale
Au début de la Première Guerre mondiale, Fernand Lasne est mobilisé comme sapeur au 7e régiment du Génie, sur l'Yser. Le 1er septembre 1914 il demande son transfert dans l’aviation militaire. Le 18 janvier 1915, il est affecté à l'escadrille MS.38 (en) comme mécanicien. Accédant à l’école de pilotage d’Avord en 1916, il est breveté pilote (brevet militaire numéro 5 696) le 17 mars 1917. Le 18 mai 1917 il obtient le brevet civil (numéro 5 870) de l'Aéro-Club de France. Il est affecté en mai 1917 à l’escadrille N.93 sur le front des Vosges. Fin août 1918 il est transféré comme pilote d'essai à l'escadrille des essais en vol de Villacoublay. 

### Entre-deux-guerres
Embauché chez Nieuport le 1er avril 1920, il y restera jusqu'en 1940. Breveté pilote de transport public le 1er janvier 1921, il participe à toutes les grandes compétitions, ainsi qu'aux essais des avions produits par l'entreprise :
- le 21 octobre 1921 il se classe second de la Coupe Deutsch de la Meurthe, à Étampes - Villesauvage. Sur biplan Nieuport doté d'un moteur Hispano-Suiza de 300 ch, il boucle les 300 kilomètres de l'épreuve en 1 heure, 9 minutes et 55 secondes. Le vainqueur de l'épreuve, Georges Kirsch, n'a que 5 minutes d'avance sur Lasne : il réalise le parcours en 1 heure, 4 minutes et 39 secondes sur monoplan Nieuport[5].

- le 30 septembre 1922 Fernand Lasne remporte l’épreuve[4] sur un biplan Nieuport NiD-29V à moteur de 300 ch, couvrant le parcours de 300 kilomètres en 1 heure, 2 minutes et 11 secondes[6] à une vitesse moyenne de 289 km/h[2], réussissant à devancer des appareils à moteur de 500 ch et 700 ch[3].

- Toujours en 1922, il participe à la mise au point d'un turbocompresseur Rateau monté sur un moteur Hispano-Suiza, et assure les essais d'une hélice métallique[3].

- En 1924 il remporte le Tour de France Aérien pour avions de tourisme[4].

- En 1925 et 1926 il s’attribue 16 records internationaux de vitesse et de distance à bord d’un Nieuport-Delage NiD.42[4] équipé d'un moteur Hispano-Suiza de 500 ch[3].

- En 1931 il gagne le grand prix de vitesse Handicap Georges Dreyfus à bord d'un Nieuport 631 doté d'un moteur Lorraine de 240 ch[3].

- Entre 1933 et 1938 il est le pilote attitré de Suzanne Deutsch de La Meurthe[4].

- Juste avant la guerre il met encore au point le biplan Delanne 20-T (en).

### Seconde Guerre mondiale
En 1940, il est "affecté spécial" chez Nieuport. Alors qu'il convoie un Morane-Saulnier MS.230 entre Nevers et Cosne, il est abattu par un chasseur allemand et s'en tire de justesse. 
Durant la Seconde Guerre mondiale, Fernand Lasne parvient à échapper à toute collaboration avec l’occupant.

### Après-guerre
Dès 1945, il reprend du service comme pilote d'essai à la Société nationale des constructions aéronautiques du Centre (SNCAC) à Toussus-le-Noble. 
- Il teste le bombardier en piqué modèle Loire-Nieuport LN 42 destiné à la Marine[3].

- Le 23 mai 1947 il réalise le premier vol du bimoteur embarqué SNCAC NC.1070[2] à moteurs à pistons. Lors de ce vol inaugural, il sera assisté par M. Blanchard [7]
- Puis le 12 octobre 1948, accompagné de Marcel Blanchard, il réalise le premier vol de sa version NC.1071, le premier biréacteur français[4] propulsé initialement par des réacteurs SNECMA avant leur remplacement par des Rolls-Royce Nene britanniques fabriqués sous licence en France par Hispano-Suiza[3].

- Le 29 juillet 1949 il effectue le premier vol du premier chasseur monoplace à réaction français, le NC.1080[2].

Fernand Lasne a pris sa retraite en 1958 après avoir totalisé près de 5 000 heures de vol et fait décoller 30 prototypes. Personnage aussi modeste que courageux, il est décédé le 26 octobre 1984 à La Ferté-Saint-Aubin où il est inhumé,.

## Distinctions
- Commandeur de la Légion d'Honneur
- Croix de guerre 1914-1918
- Médaille militaire
- Médaille de l'Aéronautique[2],[3],[4]

## Records
- Le 23 juin 1925, il bat le record de vitesse sur 500 km, à la vitesse moyenne de 306 km/h[3].
- Le 29 août 1925, il bat le record de vitesse sur 1 000 km qu'il parcourt en 4 heures, 1 minute et 38 secondes, à la vitesse moyenne de 248,853 km/h[3].
- Le 1er septembre 1925, il établit un record de vitesse avec une charge de 500 kg, en volant sur 500 km en 2 heures et 11 secondes, à la vitesse moyenne de 249,617 km/h[3].
- Le 12 septembre 1925, il signe les records de vitesse sur 1 500 km et 2 000 km en circuit fermé : 218,827 km/h et 218,759 km/h, avec un Nieuport-Delage NiD.42 équipé d’un moteur Hispano-Suiza d'une puissance de 500 ch[9].
- Le 7 octobre 1925, avec des charges de 250 kg et 500 kg, il améliore les performances dans le domaine de la vitesse :
  - sur 100 km, en 21 minutes et 21 secondes, à la vitesse moyenne de 281,030 km/h[3].
  - sur 200 km, en 42 minutes et 54 secondes, à la vitesse moyenne de 279,720 km/h[3].
- Le 16 octobre 1925, il s'octroie les records de vitesse et de distance avec une charge de 100 kg :
  - sur 100 km, en 24 minutes et 20 secondes, à la vitesse moyenne de 246,440 km/h[3].
  - sur 100 km encore, à la vitesse moyenne de 246,874 km/h[3].
  - sur 200 km, en 48 minutes et 59 secondes, à la vitesse moyenne de 244,874 km/h[3].
- Le 14 mai 1926, il bat trois nouveaux records :
  - vitesse avec une charge de 500 kg[3],
  - distance avec 250 kg et 500 kg de charge : il parcourt 1 000 km en 4 heures 12 minutes 12 secondes, à la vitesse moyenne de 235,997 km/h[3].
- Le 24 octobre 1929, il bat le record de vitesse sur le trajet Paris - Bruxelles qu'il effectue en une heure[3].